# Decoerenza quantistica
La teoria della decoerenza quantistica, o desincronizzazione della funzione d'onda, afferma che l'interazione irreversibile (in senso termodinamico) fra i sistemi quantistici e l'ambiente esterno determina la perdita della coerenza della funzione d'onda.
Tale fenomeno impedirebbe l'osservazione di una sovrapposizione di stati per i sistemi macroscopici, fornendo un'interpretazione del collasso della funzione d'onda che non necessita dell'interazione tra sistema quantistico e apparato di misura classico postulata dall'Interpretazione di Copenaghen della meccanica quantistica.

## Teoria
In fisica le particelle vengono usualmente descritte mediante una funzione d'onda che evolve nel tempo secondo l'equazione di Schrödinger. In particolare il principio di sovrapposizione gioca un ruolo fondamentale nella spiegazione di tutti i fenomeni di interferenza osservati. Tuttavia questo comportamento è in contrasto con la meccanica classica; a livello macroscopico infatti non è possibile osservare una sovrapposizione di stati distinti. Un esempio ben noto è fornito dal paradosso del gatto di Schrödinger: un essere vivente non può essere contemporaneamente vivo e morto.
Sorge quindi una domanda: esiste una separazione tra regime quantistico e regime classico? L'interpretazione di Copenaghen suggerisce una risposta controintuitiva: solo effettuare una misura su un sistema quantistico distrugge la sovrapposizione, rendendolo "classico". Il meccanismo responsabile di questo fenomeno, introdotto da Von Neumann, prende il nome di collasso della funzione d'onda.
Tuttavia, se esiste un confine tra mondo quantistico e classico, non è affatto chiaro dove vada tracciato, né perché esista: il collasso della funzione d'onda viene solo postulato, ma non spiegato. Questi problemi vengono affrontati dalla teoria della decoerenza, la cui idea di base è la seguente: le leggi della meccanica quantistica, a partire dall'equazione di Schrödinger, si applicano a sistemi "isolati", in linea di principio anche a quelli macroscopici. Quando un sistema quantistico non è isolato dall'esterno, ad esempio durante una misura, esso diventa entangled con l'ambiente (trattato anch'esso quantisticamente); questo fatto secondo la teoria ha conseguenze cruciali sul mantenimento della coerenza.
In particolare, se il sistema viene preparato in una sovrapposizione coerente di stati, l'entanglement con l'ambiente porta alla perdita di coerenza tra le differenti parti della funzione d'onda che corrispondono agli stati sovrapposti. Il sistema ha una transizione spontanea dallo stato coerente a quello decoerente, in cui non è più in una sovrapposizione di stati, bensì in una miscela statistica.  Il decadimento esponenziale della coerenza è regolato da una vita media (tempo di decoerenza {\displaystyle \tau }) caratteristica per quel sistema specifico:
{\displaystyle C(t)=C_{o}\,e^{-t/\tau }.}
Un singolo quantone (fotone, elettrone...) immerso nell'ambiente ha un tempo di decoerenza {\displaystyle \tau _{q}} molto lungo e quindi si trova tipicamente in uno stato coerente.  Un sistema formato da {\displaystyle n} quantoni ha tempo di decoerenza {\displaystyle \tau _{s}} dato da
{\displaystyle \tau _{s}={\frac {\tau _{q}}{n}}}
Il tempo di coerenza di un sistema composto scala quindi col numero {\displaystyle n} dei componenti.
Secondo la teoria della decoerenza la differenza tra sistemi microscopici e macroscopici sta nel fatto che se i primi si possono isolare bene dall'esterno (cioè la coerenza si mantiene facilmente per un tempo sufficientemente "lungo"), lo stesso non si può dire per i secondi, per i quali invece si deve inevitabilmente tener conto dell'interazione con l'ambiente. Di conseguenza è praticamente impossibile osservare sovrapposizioni di stati macroscopicamente distinti (come nel caso del gatto di Schrödinger) perché, se anche si riuscisse a prepararli (cosa in sé difficile, ma non vietata dalla teoria), avrebbero una vita media troppo breve per essere misurata sperimentalmente. Con un numero di componenti del sistema dell'ordine del numero di Avogadro il tempo di decoerenza risulta dell'ordine di {\displaystyle 10^{-28}\,s}.
La decoerenza quantistica prescinde quindi dall'osservatore e dal processo di misura in un certo qual modo precedendolo e simulando il  collasso della funzione d'onda. In particolare il "collasso" produce la transizione da uno stato coerente a uno incoerente, in cui i termini fuori diagonale della matrice densità sono nulli; la decoerenza causa invece una transizione spontanea da uno stato coerente ad uno decoerente, in cui i termini fuori diagonale della matrice densità sono asintoticamente infinitesimi.

## Esempio numerico
Possiamo dare almeno un'idea dell'ordine di grandezza del tempo di decoerenza per un sistema macroscopico. Consideriamo un pendolo di lunghezza 1 m e massa 1 g, che all'istante iniziale si trova a distanza 1 µm dal punto di equilibrio. Supponiamo che il pendolo sia in una sovrapposizione di stati coerenti {\displaystyle \textstyle |\alpha \rangle +|-\alpha \rangle }, che classicamente corrispondono al moto nei due versi possibili. Essendo il valor medio della posizione
{\displaystyle \langle \alpha |x|\alpha \rangle ={\sqrt {\frac {\hbar }{2m\omega }}}\,\left(\alpha +\alpha ^{*}\right)}
il calcolo diretto fornisce
{\displaystyle \alpha =3.9\times 10^{9}}.
Si può dimostrare che per distinguere questa sovrapposizione dalla miscela statistica {\displaystyle \textstyle \{|\alpha \rangle ,{\frac {1}{2}};|-\alpha \rangle ,{\frac {1}{2}}\}} servirebbe una risoluzione spaziale nell'ordine di {\displaystyle 10^{-26}} m (praticamente impossibile da ottenere).
Anche ammettendo di disporre di tale precisione, per poter osservare le frange di interferenza il contrasto non deve essere troppo piccolo. Supponiamo ora che l'interazione con l'ambiente porti ad uno smorzamento esponenziale delle oscillazioni con un tempo caratteristico molto grande, ad esempio τ = 1 anno. Si dimostra che dopo un tempo
{\displaystyle t={\frac {\tau }{|\alpha |^{2}}}\sim 10^{-12}\,s}
il contrasto si è già ridotto del 10%.
In questo caso il tempo di decoerenza è minore del tempo di smorzamento per circa 19 ordini di grandezza.

## Verifiche sperimentali
Le verifiche sperimentali di questo fenomeno sono possibili studiando sistemi mesoscopici (a volte soprannominati "gattini di Schrödinger"), cioè formato da pochi quantoni. Esistono ormai diverse osservazioni sperimentali che dimostrano come un accoppiamento tra un sistema quantistico e un sistema mesoscopico porti alla decoerenza in tempi brevi ma apprezzabili.
Esistono diversi gruppi di ricerca che si sono occupati, e si occupano tuttora, della teoria della decoerenza a livello sperimentale.
Presso l'Università di Parigi viene seguita la linea di ricerca sugli atomi intrappolati in cavità risonanti. Un esperimento storicamente importante, che ha costituito una delle prime verifiche della teoria, è stato svolto osservando la decoerenza di un piccolo campo coerente di fotoni accoppiato ad un atomo di Rydberg.
Un altro approccio, seguito da ricercatori di Vienna Archiviato il 21 agosto 2011 in Internet Archive., si basa sull'interferometria di molecole "grandi", come i fullereni.
Un lavoro di ricercatori di Tubinga Archiviato il 29 luglio 2019 in Internet Archive. ha mostrato (anche visivamente) la decoerenza di elettroni liberi causata dall'interazione coulombiana con l'ambiente.
I fisici Serge Haroche e David Wineland hanno ricevuto il Premio Nobel per la Fisica nel 2012 per i loro contributi alla "misurazione e manipolazione dei sistemi quantistici individuali".